# Viktor Ivanovič Polosuchin
Viktor Ivanovič Polosuchin (rusky Виктор Иванович Полосухин; 28. února 1904 Novokuzněck — 18. února 1942 Možajsk) byl sovětský důstojník, v hodnosti plukovníka velel 32. saratovské střelecké divizi Rudé armády.

## Životopis
Od roku 1921 se v Rudé armádě podílel na boji proti ozbrojeným bandám.
V roce 1922 absolvoval 25. tomskou pěchotní velitelskou školu Rudé armády.
Prošel kariérou od řadového rudoarmějce až po velitele střelecké divize.
V roce 1940 byl povýšen do hodnosti plukovníka.
Během Velké vlastenecké války velel 32. pěší divizi, která v průběhu bitvy u Moskvy sváděla intenzivní boje na možajském směru. Pod Polosuchinovým velením 32. divize 6 dní zadržovala u Borodina části 40. mechanizovaného sboru německé armády, která se tlačila k Moskvě. Při tomto nerovném boji se silnějším německým nepřítelem zahynulo kolem deseti tisíc vojáků a důstojníků Rudé armády.
Viktor Ivanovič Polosuchin zahynul v podmoskevské oblasti u Možajska, poblíž obce Semjonovskoje, která je dnes součástí Údolí slávy – památníku věnovaném padlým. Pochován je v památníku padlým v Možajsku.

## Vyznamenání
Za hrdinství u Možajska byl vyznamenán Řádem rudého praporu.
Za odvahu a hrdinství projevené v boji proti nacistickým okupantům během Velké vlastenecké války v letech 1941–1945 mu prezident Ruska Vladimir Putin udělil 16. srpna 2021 titul Hrdina Ruské federace in memoriam.

## Připomínka
Polosuchinovým jménem byly nazvány:
- Ulice v Možajsku
- Ulice v Moskvě
- Ulice v Novokuzněcku[2]
- 583. střední škola v Moskvě
- železniční stanice západosibiřské dráhy

Rozhodnutím výkonného výboru rady města Novokuzněck ze dne 18. 10. 1989, № 243 byl Polosuchinovi posmrtně udělen titul „Čestný občan města Novokuzněck“.
Rozhodnutím 8. zasedání městského výboru zástupců města Možajska při 17. svolání dne 20. října 1981 byl soudruhu Viktoru Ivanoviči Polosuchinovi (posmrtně) udělen titul čestného občana Možajska.

### Film
Ve filmu Boj o Moskvu (1985) roli plukovníka Polosuchina ztvárnil Nikolaj Ivanov.